# Casa das Bodas de Prata

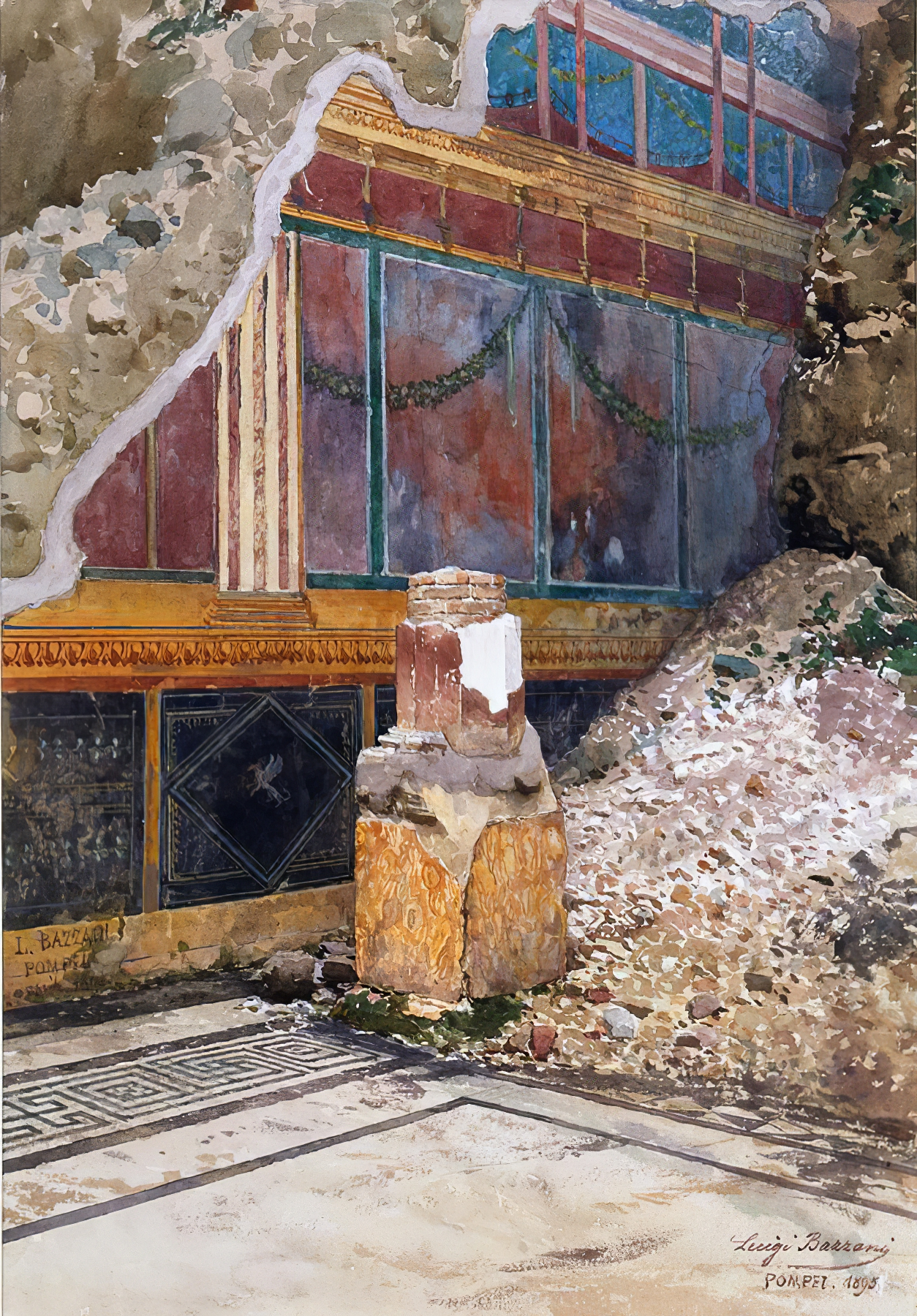
A Casa das Bodas de Prata em Pompeia, aquarela de Luigi Bazzani

A Casa das Bodas de Prata é o nome dado aos restos arqueológicos de uma casa romana em Pompeia, enterrada nas cinzas da erupção do Monte Vesúvio de 79. A casa foi escavada em 1893 e recebeu o nome do aniversário de casamento de prata de Umberto e Margherita de Savoy, que ocorreu naquele ano.
A casa fica na última rua lateral da Via Vesúvio, ao lado de uma parte ainda não escavada do local. Construída por volta de 300 a.C., no samnítico, e renovada no início do século I, era o domus de um morador rico. Sua arquitetura é clássica e apresenta uma decoração requintada, como o átrio, que tem quatro colunas coríntias altas apoiando o teto e um êxedra elegantemente ornamentado. Existem dois jardins: o maior com piscina central e um triclínio; o outro com casa de banho, piscina ao ar livre, cozinha e sala de estar com piso de mosaico, pinturas nas paredes e teto abobadado, sustentado por quatro colunas octogonais decoradas com imitação de pórfiro.